# West End Watch Co.
West End Watch Company es un fabricante de relojes ubicado en Leytron (Suiza). La firma, fundada en 1886, ha estado en el negocio desde entonces. A comienzos del siglo XXI, la empresa había producido y distribuido más de 15 millones de relojes en todo el mundo.

## Historia

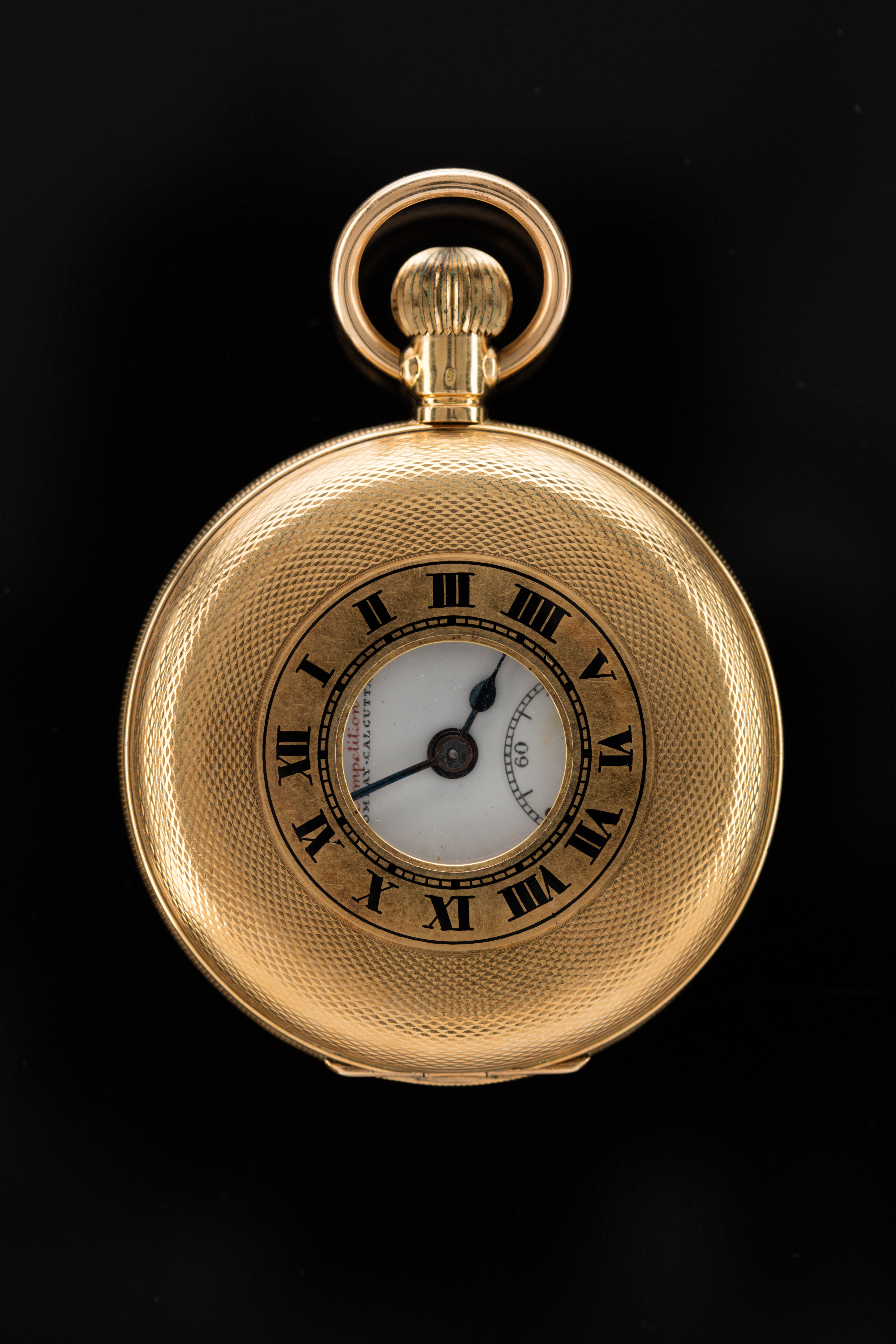
Reloj de bolsillo de la firma

La West End Watch Company fue creada en 1886. El West End, un distrito del centro de Londres, inspiró su nombre a Arnold Charpié, representante en Bombay de la firma Alcide Droz & Sons, una empresa de relojes establecida en Saint-Imier (cantón de Berna) en Suiza.
En 1886, MM. Amstutz y Droz, propietario de la firma Alcide Droz & Sons, comenzaron la explotación de la marca West End Watch Company en el mercado indio y desarrollaron el primer reloj de bolsillo resistente al agua jamás producido: con el nombre de "L'Impermeable" (hoy expuesto en el Museo Internacional de Relojería de La Chaux-de-Fonds).
Durante la Primera Guerra Mundial, una gran fuerza de soldados británicos e indios fue enviada desde Bombay al Golfo Pérsico para llegar a Mesopotamia (actual Irak), y recibieron algunos relojes de la West End Watch Company.
En 1917, la firma cambió su nombre a Société des Montres West End SA y se registró en Ginebra. Al mismo tiempo también se registró la submarca Sowar.
En 1934, la Société des Montres West End SA fue la primera marca en introducir el sistema antichoque Incabloc inventado por el Braunschweig.
En 1973, después de varios años de desarrollo, la empresa fue finalmente vendida, por falta de herederos, a su principal proveedor, Aubry Brothers Ltd, establecida en Noirmont (cantón del Jura) para mantener abierta la oficina en Bombay de la West End Watch Company.
Desde el año 2000, los talleres y la sede de la empresa se trasladaron a Leytron, en Wallis. Al mismo tiempo, nuevos accionistas se hicieron cargo de la empresa y se cambió la dirección.
En 2005, la West End Watch Company celebró su 120 aniversario de presencia ininterrumpida en Asia con la introducción de su "concepto Silk Road", que surgió del hecho de que la ruta de la Seda atravesaba la mayoría de las regiones donde la marca poseía, y aún posee, tiendas establecidas.
Posteriormente, la firma trasladó sus intereses comerciales a los Emiratos Árabes Unidos, Arabia Saudita, la región del Himalaya (en particular en el Tíbet, Nepal y Bután), así como en la mitad occidental de China.
En 2011, la West End Watch Company celebró 125 años de actividad ininterrumpida, por lo que en 2010 se publicó un libro conmemorativo que repasa la historia de la marca en asociación con el Centre Jurassien d'Archives et de Recherches Economiques.
A principios del siglo XX, la West End Watch Company lanzó un modelo llamado Sowar (soldado de caballería), que lleva el nombre de una de las tropas de élite del ejército indio. Este nombre fue elegido en honor a Sir Thomas Edward Lawrence (Lawrence de Arabia) porque se dice que él y sus soldados usaron relojes de la West End Watch Company durante la guerra. El modelo Sowar todavía se fabrica en la actualidad.

## En la cultura popular
- Ella Maillart menciona la presencia de relojes de la West End Watch Company en el oeste de China en la década de 1930 en su libro Forbidden Journey - From Peking to Cashmir (en la página 252): "Nos presenta a un robusto turco con barba rubia cuyo 'West End Watch Chronometer' presenta una inscripción en la que Marc Aurel Stein expresa su agradecimiento a Musa Ahoun, su intérprete.[5]